# Theodore Andrea Cook
Theodore Andrea Cook est un auteur britannique né le 28 mars 1867 et mort le 16 septembre 1928.

## Biographie
Il a obtenu en 1920 la médaille d'argent lors du concours d'art des Jeux olympiques d'été de 1920.

## Œuvres
- A History of the English Turf (1901)
- An Anthology of Humorous Verse (1902)
- Spirals in Nature and Art (1903)
- The Water-Colour Drawings of J.M.W.TURNER, in the National Gallery, (1904)
- Twenty-five Great Houses of France
- Eclipse-1775, Persommon-1906 (1907)
- The Official Report of the Olympic Games of 1908 (1908)
- (en) Theodore Andrea Cook et Guy Nickalls, Thomas Doggett Deceased, Archibald Constable, 1908 (lire en ligne)
- The Story of the Rouen (1911)
- Old Touraine. The Life and History of the Famous Chateaux of France 2 volumes
- Old Provence. 2 volumes (1905)
- The Curves of Life (1914)
- (en) Henley Races : With Details of Regattas from 1903 to 1914 Inclusive and a Complete Index of Competitors and Crews Since 1839, 1919 (lire en ligne)
- The Sunlit Hours (1926)
- Character and Sportsmanship (1926)